# Roberto Finzi
Roberto Finzi (* 11. Februar 1941 in Sansepolcro; † 10. September 2020 in Bologna) war ein italienischer Historiker.

## Leben
Roberto Finzi studierte Philosophie an der Universität Bologna und erhielt 1964 die Laurea mit einer Arbeit über Adam Smith bei Felice Battaglia.
Finzi wurde Professor für Wirtschaftsgeschichte an der Universität Triest und der Universität Bologna. Finzi publizierte zur Entwicklung der Volkswirtschaftslehre im 18. Jahrhundert, zur Agrargeschichte, zur Klimageschichte und zur Geschichte des Sozialismus. Seine Studie L’università italiana e le leggi antiebraiche war 1997 die erste zu den Auswirkungen der faschistischen Rassengesetze auf die italienischen Universitäten.

## Schriften (Auswahl)
- Monsignore al suo fattore. La “Istruzione di agricoltura” di Innocenzo Malvasia (1609). Bologna : Istituto per la Storia di Bologna, 1978
- (Hrsg.): A.R.J. Turgot: Le ricchezze, il progresso e la storia universale. Turin : Einaudi, 1978
- (Hrsg.): Le meteore e il frumento. Clima, agricoltura, meteorologia a Bologna nel ’700. Bologna : Il Mulino, 1986
- L’antisemitismo. Dal pregiudizio contro gli ebrei ai campi di sterminio. Florenz : Giunti, 1997
- L’università italiana e le leggi antiebraiche. Rom : Riuniti, 1997
- Civiltà mezzadrile. La piccola coltura in Emilia-Romagna. Rom : Laterza, 1998
- mit Giovanni Panjek; Loredana Panariti (Hrsg.): Storia economica e sociale di Trieste. Vol. I. La città dei gruppi 1719–1918. Triest : Lint, 2001
- mit Claudio Magris, Giovanni Miccoli (Hrsg.): Storia d’Italia. Le Regioni dall’Unità ad oggi. Il Friuli-Venezia Giulia, vol. I. Turin: Einaudi, 2002
- The Damage to Italian Culture: The Fate of Jewish University Professors in Fascist Italy and After, 1938–1946. In: Joshua D. Zimmerman (Hrsg.): Jews in Italy under Fascist and Nazi Rule,  1922–1945. Cambridge University Press 2005, ISBN 978-0-521-84101-6, S. 96–113. Kurzbiografie auf S. XV
- Il pregiudizio. Ebrei e questione ebraica in Marx. Mailand : Lombroso, 2011
- Marzo 1943 : un seme della Repubblica fondata sul lavoro. Bologna : Clueb, 2013
- Onesto porco. Storia di una diffamazione. Einleitung Claudio Magris. Mailand : Bompiani, 2014
- Asino caro. O della denigrazione della fatica. Mailand : Bompiani, 2017